# John Fielding (cầu thủ bóng đá, sinh 1982)
John Robert Fielding (sinh ngày 7 tháng 4 năm 1982) là một cựu cầu thủ bóng đá người Anh thi đấu ở vị trí hậu vệ ở Football League cho York City, và ở bóng đá non-league cho Harrogate Town.